# Breaking All the Rules
Breaking All the Rules es el séptimo álbum de estudio de Peter Frampton, publicado en 1981. La canción homónima, coescrita por Frampton y Keith Reid, compositor de Procol Harum, logró buena difusión radial y se convirtió en la más reconocida del álbum.

## Lista de canciones
1. "Dig What I Say" - 4:09
2. "I Don't Wanna Let You Go" - 4:18
3. "Rise Up" (Alessi Brothers) - 3:46
4. "Wasting the Night Away" - 4:08
5. "Going to L.A." - 5:54
6. "You Kill Me" - 4:12
7. "Friday on My Mind" (George Young, Harry Vanda) - 4:15
8. "Lost a Part of You" - 3:39
9. "Breaking All the Rules" (Frampton, Keith Reid) - 7:05

- Todas las canciones escritas por Peter Frampton, excepto donde se indique.

## Créditos
- Peter Frampton - guitarra, teclados, voz
- Steve Lukather - guitarra
- John Regan - bajo
- Arthur Stead - teclados
- Jeff Porcaro - batería